# Nyomtalanul (televíziós sorozat)
A Nyomtalanul (eredeti cím: Without a Trace) egy amerikai krimisorozat, amelyet Hank Steinberg készített. Amerikában a CBS vetítette 2002. szeptember 26. és 2009. május 19. között. Magyarországon először a TV2 mutatta be 2005. február 16-án,, ám ott csak az első két évad került leadásra, a további részeket a Viasat 3 tűzte először műsorra. A sorozat a Szövetségi Nyomozóiroda (FBI) New York-i irodájának eltűnéssel foglalkozó rendőrségi osztály munkájáról szól. Golden Globe-díjat és Emmy-jelölést is kapott a sorozat, s benne is a főszereplő Anthony LaPaglia.

## Történet
A történet öt majd hat Szövetségi Nyomozóiroda ügynökről szól, akik az FBI New York-i irodájának eltűnési részlegében dolgoznak, ahol különböző emberek eltűnéseinek körülményeit vizsgálják ki. Jack Malone (Anthony LaPagila) az FBI-os csapat vezetője, Samantha Spade (Poppy Montgomery) a csapat „szőke nője”, aki persze eléggé okos, Vivian Johnson (Marianne Jean-Baptiste) az egygyerekes családanya, akinek később szívproblémái is lesznek, Danny Taylor (Enrique Murciano) aki rendkívül logikus, és Martin Fitzgerald (Eric Close) aki a munkájának és néha Samantha Spade-nek szenteli idejét. Később csatlakozik hozzájuk Elena Delgado (Roselyn Sánchez) ügynök, aki válófélben van, és szintén egy gyerek anyja. Őt később Danny Taylorhoz fűzik gyengéd szálak.
Az esetek összetettek, olykor furcsák, szomorúak, tragikusak, elgondolkodtatóak, és a magánéleti titkok sem maradnak ki a sorozatból, beleértve a főszereplőkéit is.
Ez a CSI: A helyszínelőkhöz hasonló sorozat volt amellett Jerry Bruckheimer legnagyobb ilyen munkája. Egy közös dupla-epizód is készült, aminek az első része a Helyszínelők, a második része a Nyomtalanul sorozatba illeszkedett.

## Szereplők
| Szerep                     | Színész                | Magyar hang               |
| -------------------------- | ---------------------- | ------------------------- |
| John Michael "Jack" Malone | Anthony LaPaglia       | Dózsa László (1-2. évad)  |
| John Michael "Jack" Malone | Anthony LaPaglia       | Kertész Péter (3-7. évad) |
| Samantha Spade             | Poppy Montgomery       | Orosz Anna                |
| Vivien Johnson             | Marianne Jean-Baptiste | Makay Andrea              |
| Danny Taylor               | Enrique Murciano       | Kárpáti Levente           |
| Martin Fitzgerald          | Eric Close             | Kaszás Gergő (1-2. évad)  |
| Martin Fitzgerald          | Eric Close             | Holl Nándor (3-7. évad)   |
| Elena Delgado              | Roselyn Sánchez        | Kisfalvi Krisztina        |

## Epizódok
| Évad | Évad | Epizódok | Eredeti sugárzás     | Eredeti sugárzás | Eredeti adó |
| Évad | Évad | Epizódok | Évadpremier          | Évadfinálé       | Eredeti adó |
| ---- | ---- | -------- | -------------------- | ---------------- | ----------- |
|      | 1    | 23       | 2002. szeptember 26. | 2003. május 15.  | CBS         |
|      | 2    | 24       | 2003. szeptember 25. | 2004. május 20.  | CBS         |
|      | 3    | 23       | 2004. szeptember 23. | 2005. május 19.  | CBS         |
|      | 4    | 24       | 2005. szeptember 29. | 2006. május 18.  | CBS         |
|      | 5    | 24       | 2006. szeptember 24. | 2007. május 10.  | CBS         |
|      | 6    | 18       | 2007. szeptember 27. | 2008. május 15.  | CBS         |
|      | 7    | 24       | 2008. szeptember 23. | 2009. május 19.  | CBS         |